# یوستا لیند
یوستا لیند (سوئدی: Gösta Lindh؛ ۸ فوریه ۱۹۲۴ – ۴ ژانویه ۱۹۸۴) بازیکن فوتبال اهل سوئد بود.
وی در مسابقات کشوری و بین‌المللی در مجموع برندهٔ ۱ مدال برنز شده‌است.